# Ziabrauka (stacja kolejowa)
Ziabrauka (biał. Зябраўка, ros. Зябровка) – stacja kolejowa w miejscowości Wajawoda, w rejonie homelskim, w obwodzie homelskim, na Białorusi. Położona jest na linii Bachmacz - Homel.
Nazwa pochodzi od pobliskiej miejscowości Ziabrauka.
Stacja powstała w XIX w. na linii Kolei Libawsko-Romieńskiej pomiędzy stacjami Nowobielica i Terechówka.